# Dave Vos
Dave Vos (Amstelveen, 24 april 1983) is een Nederlands voetbaltrainer. Hij werd in juli 2025 aangesteld als assistent-trainer bij FC Porto.

## Carrière
Vos was in het seizoen 2005/06 jeugdtrainer bij AZ. Hierna trad hij in 2008 in dienst bij de KNVB als jeugdtrainer en hij werkte voor het talentontwikkelingsprogramma. Terwijl hij voor de KNVB werkte, haalde Ajax hem als jeugdtrainer. In de jaren die volgden had hij verschillende teams onder zijn hoede en in het seizoen 2020/21 was hij assistent van Mitchell van der Gaag bij Jong Ajax. In november 2021 verliet Vos Ajax om bij Rangers aan de slag te gaan als assistent van Giovanni van Bronckhorst. Een jaar later werd Van Bronckhorst ontslagen en verliet ook Vos de club.
Ajax haalde hem terug, om John Heitinga op interimbasis te vervangen als trainer van Jong Ajax. Zijn debuut als hoofdtrainer maakte hij op 20 februari, toen op Sportpark De Toekomst met 4–2 gewonnen werd van MVV Maastricht. Hierbij werden de laatste twee Ajax-goals gemaakt door Mika Godts en Jaydon Banel, die beiden mochten invallen van Vos. Voor Godts was dit zijn debuut. In juni 2023 besloot de clubleiding van Ajax dat Vos trainer zou blijven van Jong Ajax. Zijn contract werd opengebroken en verlengd tot medio 2025. Vanaf juni 2024 werd hij assistent van Francesco Farioli bij het eerste elftal van Ajax.
Aan het einde van het seizoen 2024/25 vertrok Farioli bij Ajax. Onder zijn vervanger John Heitinga zou Vos geen deel meer uitmaken van de technische staf. In juli 2025 maakte hij de overstap naar FC Porto, waar hij net als bij Ajax de rechterhand werd van Farioli.